# Койта, Юссуф
Юссу́ф Койта́ (фр. Youssouf Koïta; 27 августа 2000) — малийский футболист, вратарь малийского клуба «Джолиба». Победитель Кубка африканских наций среди юношей до 20 лет.

## Карьера
У себя на родине Койта выступал за футбольный клуб «Бамако». В конце 2018 года он отправился в Европу и поступил в футбольную академию Марсет в Барселоне. Там он вскоре обратил на себя внимание ряда испанских клубов и в январе 2019 года заключил контракт с «Жироной».
В 2017 году Койта был основным вратарём сборной Мали среди юношей до 17 лет на чемпионате мира среди юношеских команд, который проходил в Индии. Его команда дошла до стадии полуфинала, где уступила испанцам, а в матче за третье место проиграла сверстникам из Бразилии. На Кубке африканских наций среди юношей до 20 лет в 2019 году Койта вновь был основным вратарём сборной Мали. Этот турнир малийцы выиграли, одержав в финале победу по пенальти над сборной Сенегала.